# Rovaniemi
Rovaniemi (Roavvenjárga o Roavenjárga en sami del nord i Ruä'vnjargg en Sami skolt) és una ciutat de Finlàndia, a 10 km al sud del cercle polar on conflueixen el riu Kemijoki i l'Ounasjoki, entre les muntanyes d'Ounasvaara i Korkalovaara. El port de Kemi és a 115 km. A causa de la seva localització avantatjosa és el punt de partida de la Gran Autopista de l'Àrtic.
És la capital administrativa i el centre de comerç de la província més septentrional de Finlàndia, Lapònia. La seva població és d'uns 58.000 habitants des de la seva unió amb Rovaniemen maalaiskunta (municipi rural de Rovaniemi). És una ciutat universitària que acull la Universitat de Lapònia. És nus de comunicacions i mercat de pells, enllaçat per ferrocarril amb Kemi, al golf de Bòtnia.
Rovaniemi és cèlebre pel seu museu àrtic però també i sobretot per ser la ciutat del Santa Claus.
S'ha considerat sovint que la paraula Rovaniemi és d'origen lapó, així roavve en sami vol dir una carena forestal o turó o el lloc d'un incendi forestal vell. En els dialectes de Lapònia del sud, tanmateix, rova significa una pila de pedres, una roca o un grup de roques en una extensió de ràpids, o fins i tot una estufa de sauna.
El municipi nou té una àrea de 8.016 km², és la ciutat més gran per àrea de l'hemisferi nord i una de les més grans al món.

## Història

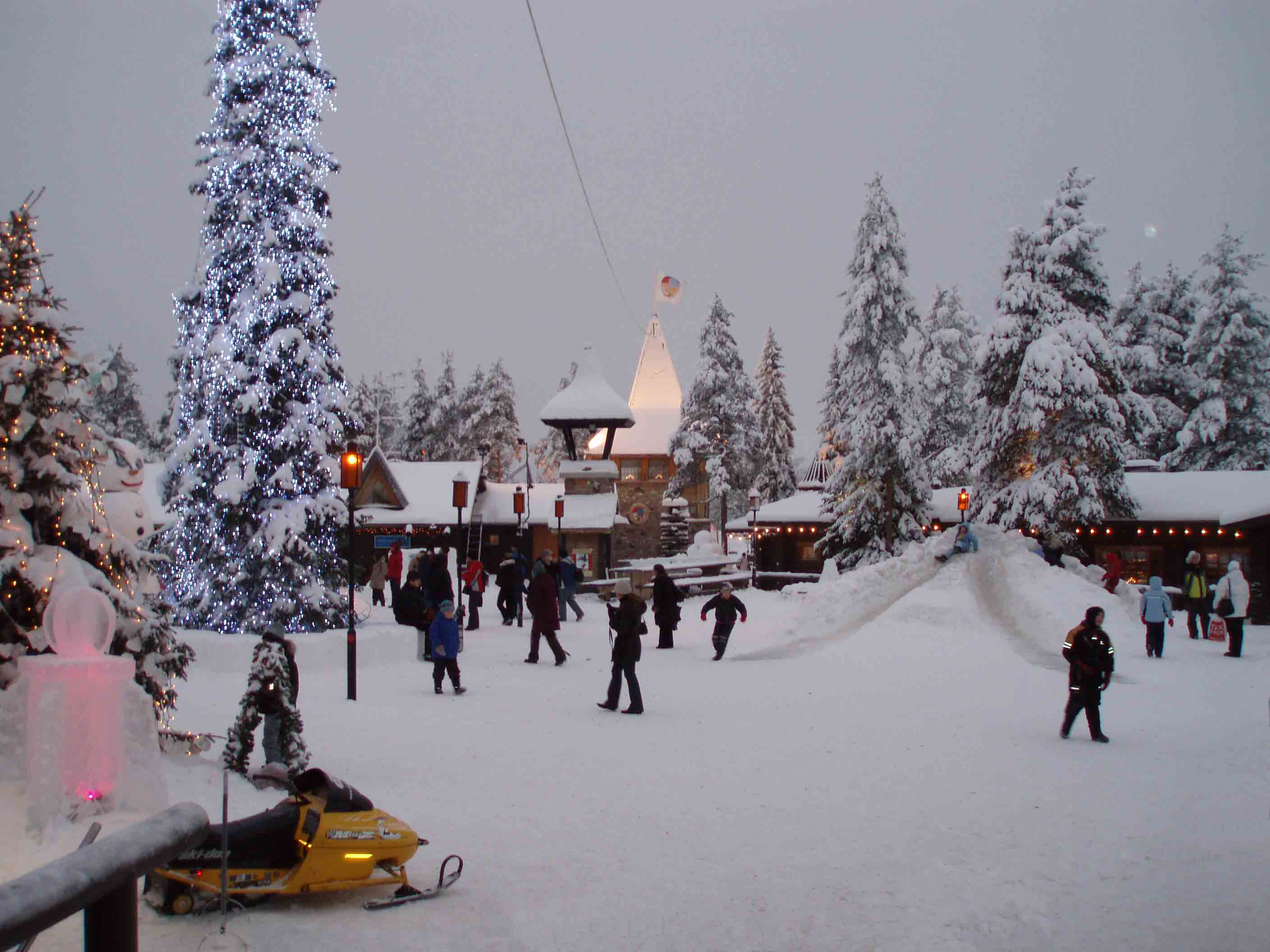
Rovaniemi. Parc de Santa Claus.

Hi ha hagut probablement assentament continu en l'àrea de Rovaniemi des de l'edat de pedra. La neteja periòdica de terra nova per a l'agricultura i la pràctica de cultiu retalla-i-cremada començaven al voltant de 750-530 aC. Els artefactes trobats en l'àrea suggereixen que un nombre creixent de viatgers des de Carèlia a l'est, Häme al sud i la costa de l'Oceà Àrtic al nord han d'haver passat per allà des de 500 dC en endavant. Els samis són considerats la població indígena pròpia de Lapònia.
L'explotació dels recursos naturals de Lapònia durant els anys 1800 estimulava el creixement de Rovaniemi. Les grans extensions de terreny i la febre de l'or atreien milers de persones a Lapònia. A mesura que la mineria de recursos naturals s'anava desenvolupant, Rovaniemi es convertia en el centre de negocis de la Província de Lapland.
El 1938 Rovaniemi tenia l'administració de Lapònia. El 19 de setembre de 1944 Finlàndia i la Unió Soviètica van firmar l'armistici, amb vistes a seguir com a aliats contra l'enemic comú, el Tercer Reich. Les tropes de la Wehrmacht estacionades a la zona van practicar una tàctica de terra cremada en la seva retirada, provocant l'explosió del dipòsit de municions, que va ocasionar un incendi de gran magnitud que va arrasar la totalitat de la ciutat de Rovaniemi, majoritàriament construïda en fusta.

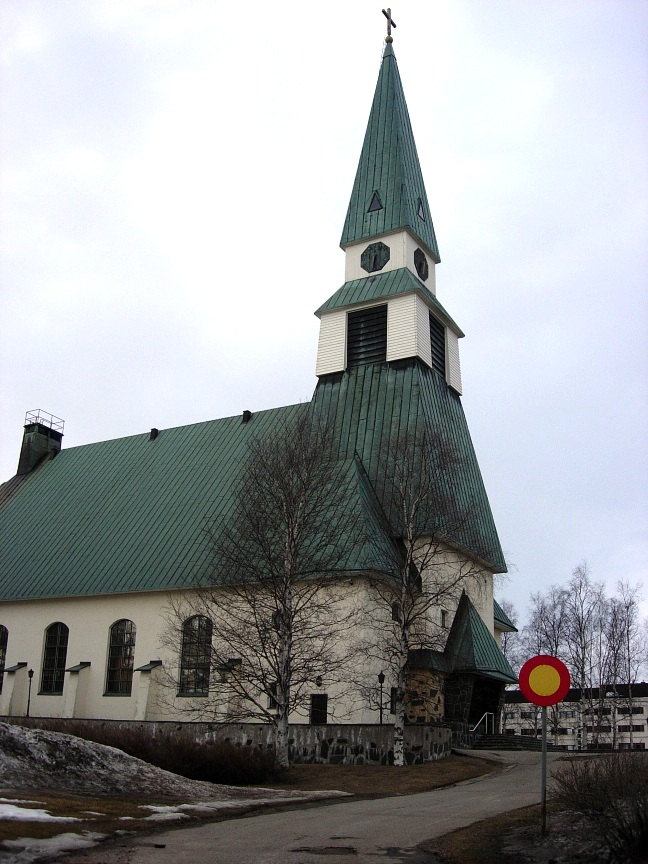
Església moderna.

Després de la Segona Guerra Mundial, la ciutat va ser reconstruïda segons el pla d'urbanisme de l'arquitecte Alvar Aalto, que el va fer seguint la similitud a l'asta d'un ren. La fundació de la nova Rovaniemi té com a data de partida l'any 1960.

## Rovaniemi avui
A causa de la natura ben conservada i oportunitats recreatives nombroses, el turisme és una indústria important a Rovaniemi. La ciutat té un cert nombre d'hotels i restaurants situats tant en el centre com a la rodalia de la ciutat. La majoria dels seus 35.000 habitants fan la seva vida en professions de servei.
En ser la capital de la província de Lapònia, moltes institucions governamentals hi tenen les seves oficines. Dels 35.000 habitants, aproximadament 10.000 són estudiants. Rovaniemi és la seu no sols de la Universitat de Lapònia sinó també de la Universitat Rovaniemi de Ciències Aplicades, que comprèn instituts de tecnologia d'informació i tradicional, negoci, cura de salut i social, estudis culinaris, silvicultura, estudis rurals i esports.

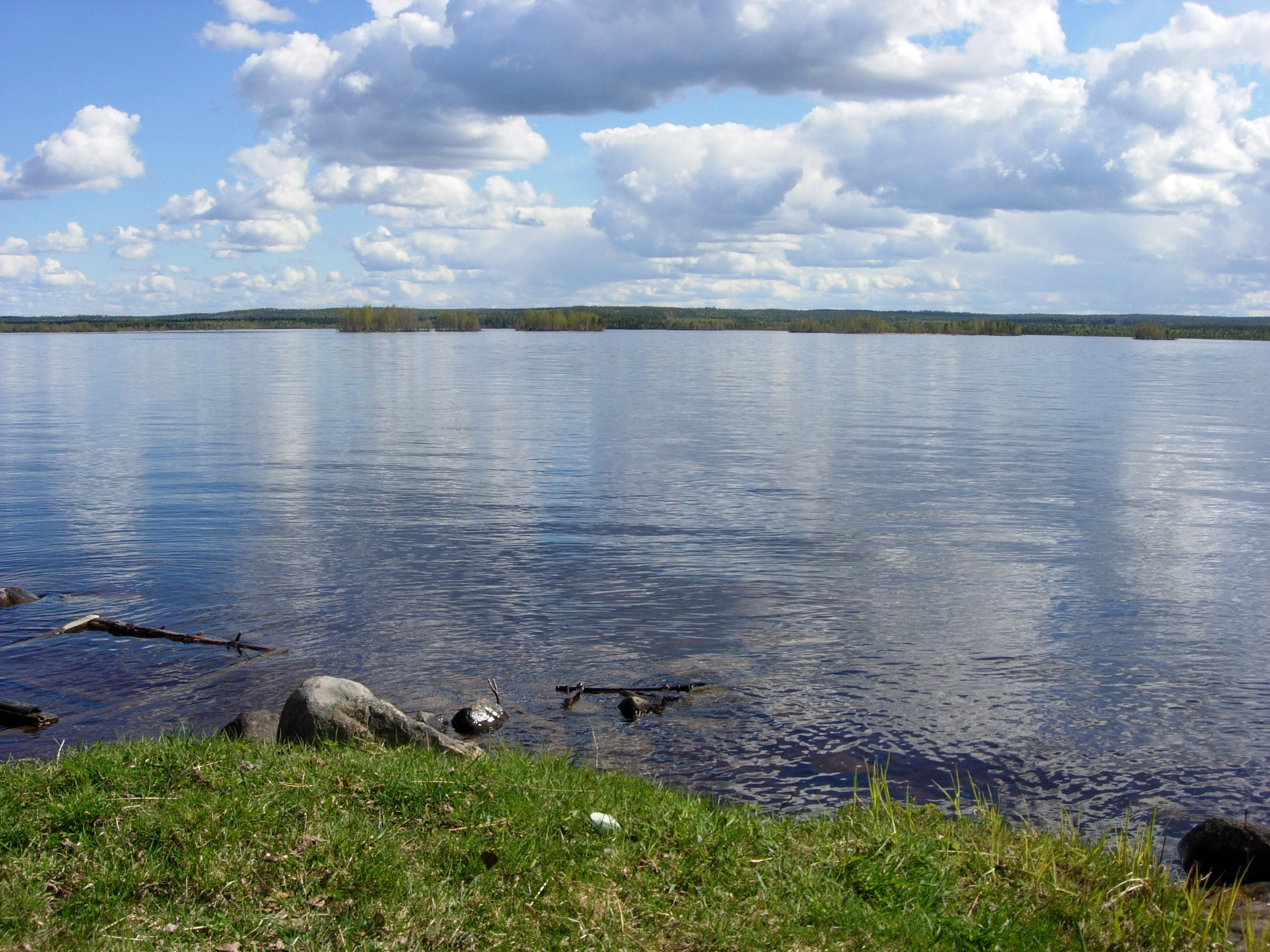
El riu Kemijoki.

Les fites més prominents de Rovaniemi inclouen el pont Jätkänkynttilä amb la seva flama eterna sobre el riu Kemijoki, la Casa Arktikum que s'aixeca fora del banc del riu Ounasjoki, l'Ajuntament Rovaniemi, la Casa Lappia que serveix com a teatre, l'auditori i congrés, i la biblioteca. Els tres últims edificis esmentats són fets pel famós arquitecte finlandès Alvar Aalto. La residència de Santa Claus, Santapark, està situada a fora de la ciutat a maalaiskunta Rovaniemen. A Rovaniemi és també el lloc més al nord on hi podem trobar un McDonald's.

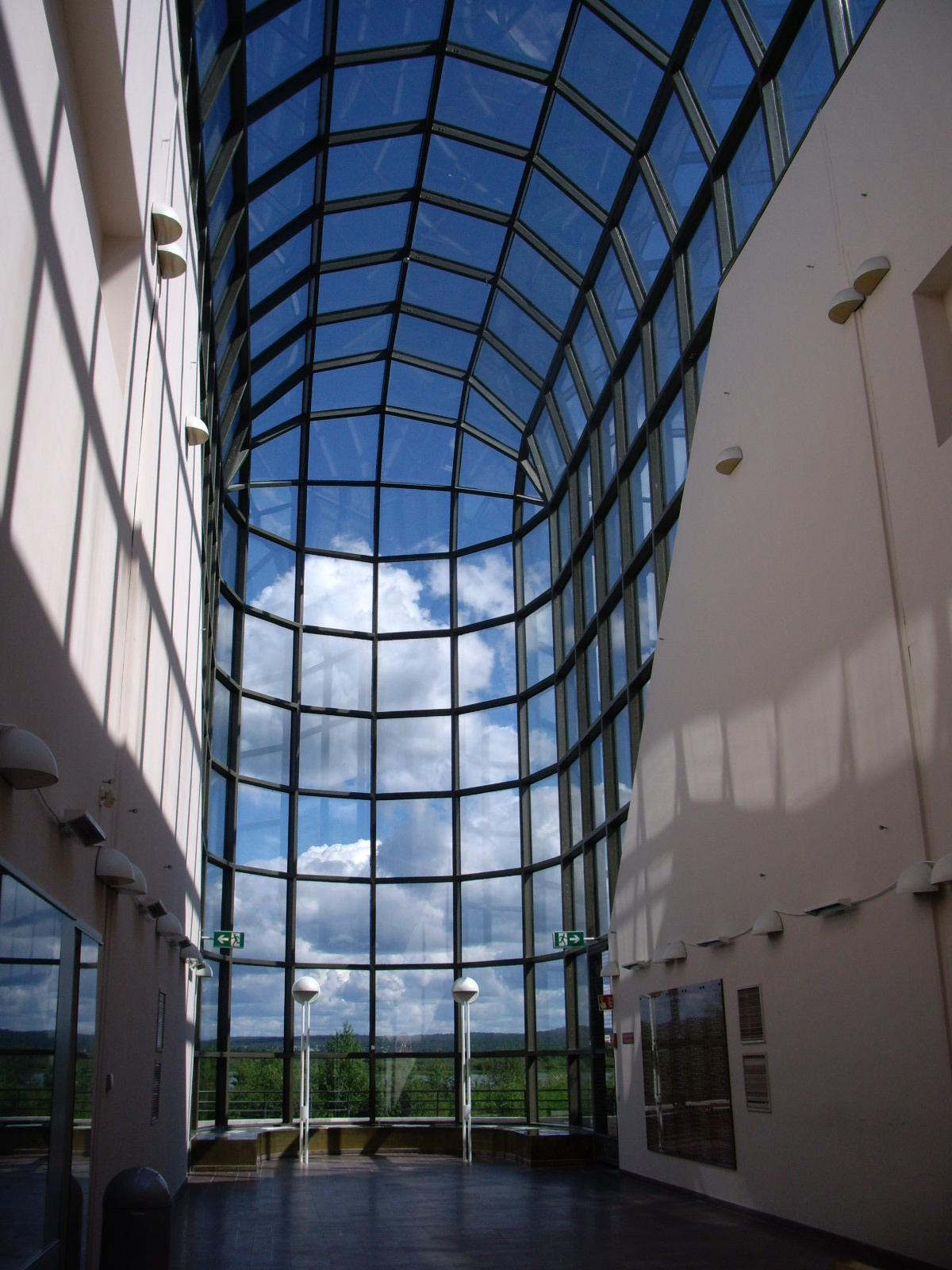
Museu Arktikum

Un fenomen que també atreu turistes nombrosos és l'Aurora Boreal o Llums del Nord. A la Lapònia finlandesa el nombre d'exhibicions pot ser tan alt com 200 a l'any mentre que a Finlàndia del sud el nombre sol ser normalment de menys de 20.

## Evolució demogràfica
| - 1621 - 500 - 1775 - 1.000 - 1820 - 2.000 - 1865 - 4.000 - 1983 - 31.910 | - 1987 - 32.911 - 1990 - 33.500 - 1997 - 35.718 - 2000 - 35.427 - 2002 - 35.110 |

## Ciutats agermanades
- Ajka, Hongria
- Cadillac, Michigan, Estats Units d'Amèrica
- Drvar, Bòsnia i Hercegovina
- Grindavík, Islàndia
- Harbin, Xina
- St. Johann in Tirol, Àustria
- Kassel, Alemanya
- Kiruna, Suècia
- Murmansk, Rússia
- Narvik, Noruega
- Neustrelitz, Alemanya
- Olsztyn, Polònia
- Veszprém, Hongria